# Tubifex ignotus
Tubifex ignotus är en ringmaskart som först beskrevs av Stolc 1886.  Tubifex ignotus ingår i släktet Tubifex och familjen glattmaskar. Arten är reproducerande i Sverige. Inga underarter finns listade i Catalogue of Life.